# Salname
Das Salname (osmanisch سالنامه İA sālnāme, türkisch Salname; von persisch سال sāl, ‚Jahr‘ und nāme / نامه / ‚Schreiben, Buch‘) ist ein Begriff der osmanisch-türkischen Administration und bezeichnete die offiziellen Jahrbücher der Regierung, der Provinzautoritäten und mancher ziviler und militärischer Institutionen. Das Salname erschien erstmals im Jahr 1847. Das letzte Salname erschien 1918. Die Veröffentlichung von Salnames endete mit dem Niedergang des Osmanischen Reichs.

## Inhalt
Salnames beinhalten Jahresangaben im Überblick und machen Angaben zur osmanischen Geschichte in Form von historischen Angaben über die osmanische Dynastie, Reiseabläufe, Defter, Angaben zum Budget etc. Sie informieren sehr detailliert über Staatsbeamte, administrative Organisationen, Toponomie, Kommunikationen, Gesetze und Regulierungen. Darüber hinaus machen Salnames Angaben über die Bevölkerungszahlen des osmanischen Imperiums bis zur Stufe eines Kaza (Gerichtsbezirk), Angaben über die Migration, Anzahl der Haushalte, Anzahl der Geburten und Todesfälle in Städten, Bevölkerungszahlen nach Millets, zur Fläche und Größe von Städten und auch Dörfern.
Die Qualität und Tiefe der Information variiert je nach der geographischen Lage der Institution, die ein Salname veröffentlicht. Die Salnames gelten im Allgemeinen als sehr zuverlässig.
Die ersten Salnames waren noch bescheidene Broschüren. Ab 1888 übernahm die Archivbehörde (Sicill-i Ahval-i Me'murun İdaresi) die Aufgabe, Regierungs-Salnames zu erstellen, wonach ihr Umfang und ihre Qualität anstiegen. Die ersten Provinz-Salnames erschienen in den Vilâyets Saraybosna (1866), Haleb, Konya, Syrien, Tuna (Donau). Manche Provinz-Jahrbücher erschienen mit griechischer, arabischer oder bosnischer Übersetzung.
Die Regierung sah sie als Instrument zur Demonstration des Fortschritts des osmanischen Staates an. Außerdem sollte mit den Jahrbüchern die Konkurrenz zwischen den Behörden gesteigert werden.

## Nachgeschichte
Nach Ausrufung der Republik 1923 versuchte die Türkei ab 1925 die Salname-Tradition wiederauferstehen zu lassen. Zwischen 1925 und 1928 erschienen drei Jahrbuch-Bände unter dem Titel Türkiye Cumhūriyeti Devlet Sālnāmesi / تركيه جمهوريتى دولت سالنامه سى (Staatsjahrbuch der türkischen Republik). Nach Einführung des Lateinalphabets erschien ein letzter Band unter dem Titel Türkiye Cumhuriyeti Devlet Yıllığı für das Jahr 1928/1929.
Weitere Anknüpfungsversuche gab es in den Jahren 1967 und 1973, in denen Provinzjahrbücher unter dem Titel İl Yıllıkları (Provinzjahrbücher) erschienen sind.